# Бранислав Талић
Бранислав Талић (Пискавица, 1939 — Београд, 28. новембар 2019) био је српски хирург и уролог.

## Биографија
Rођен је у селу Пискавици 1939. године, гдје је завршио и основну школу. Реалну гимназију је завршио у Бањалуци, послије чега је уписао Медицински факултет у Београду. За успјех у студирању више пута је награђиван факултетским и универзитетским наградама, укључујући и награду за најбољег студента.
Обавезни докторски стаж је обавио у Општој болници у Бањалуци, послије чега је кратко вријеме радио као доктор опште праксе у Здравственој станици жељезничара Бањалука-Предграђе.
Каријеру доктора опште праксе наставио је у Здравственој станици Омарска код Приједора. 1971. године примљен је на специјализацију из урологије на Уролошку клинику у Београду. Специјалистички испит из Урологије положио је 1974. године.
Постдипломске студије завршио је на Медицинском факултету у Београду, гдје је одбранио магистарску тезу и докторску дисертацију и стекао академска звања магистра и доктора медицинских наука.
У звање асистента на Медицинском факултету у Београду, на предмету хирургија - урологија, изабран је 1976. године и од тада је прошао сва универзитетска звања, укључујући и звање редовног професора Универзитета, као први редовни професор у историји Медицинског факултета у Београду родом из Крајине.
У периоду од 1979. до 1980. године, као стипендиста Сената Западног Берлина, провео је годину дана на стручном усавршавању на клиници Charlotteburg у том граду. Послије тога, био је на студијским усавршавањима на универзитетским уролошким клиникама у Мајнцу, Дортмунду и Хајделбергу.
По повратку на матичну клинику увео је бројне модерне хируршке поступке. Посебан домен његовог интересовања су дјечја урологија и поремећаји репродуктивне функције код мушкараца.
Послије студијског боравка у Дортмунду, увео је на Клинику методу разбијања камена у бубрегу и мокраћним путевима ударним таласима (ESWL), као први на територији бивше Југославије.
Од оснивања Центра за трансплантацију бубрега био је редовни члан трансплантационог тима, а један период и руководилац Центра за трансплантацију.
Објавио је већи број научно-стручних радова у домаћим и страним часописима, зборницима иностраних и домаћих конгреса и симпозијума и монографију "Стрес инконтиненција урина" са докторицом Ксенијом Стефановић као коаутором.
Био је сарадник више научно-истраживачких пројеката на Уролошкој клиници. Написао је поглавља из урологије за уџбеник "Хирургија за студенте и љекаре" и "Ургентна медицина".
Обављао је и значајне функције на Клиници и Медицинском факултету.
За вријеме Одбрамбено-отаџбинског рата, бавио се хуманитарном дјелатношћу. Био је један од оснивача и први предсједник Удружења Срба Крајишника у Београду и дугогодишњи потпредсједник Удружења Срба из БиХ у Србији.
На том положају несебично се залагао за слање хуманитарне помоћи у Крајину и Републику Српску. Лично је збрињавао и помагао при смјештају у друге здравствене установе у Београду великог броја пацијената из отаџбине и обилазио рехабилитационе центре у Србији, у којима су лијечени рањени борци из Републике Српске.
Талић је био члан Српског љекарског друштва, Удружења уролога Србије и Европског удружења уролога. Био је редовни члан Српске краљевске академије научника и умјетника (СКАНУ) у Београду и један је од њених потпредсједника.
Преминуо је у Београду 2019. године.